# Hospitalisation à domicile

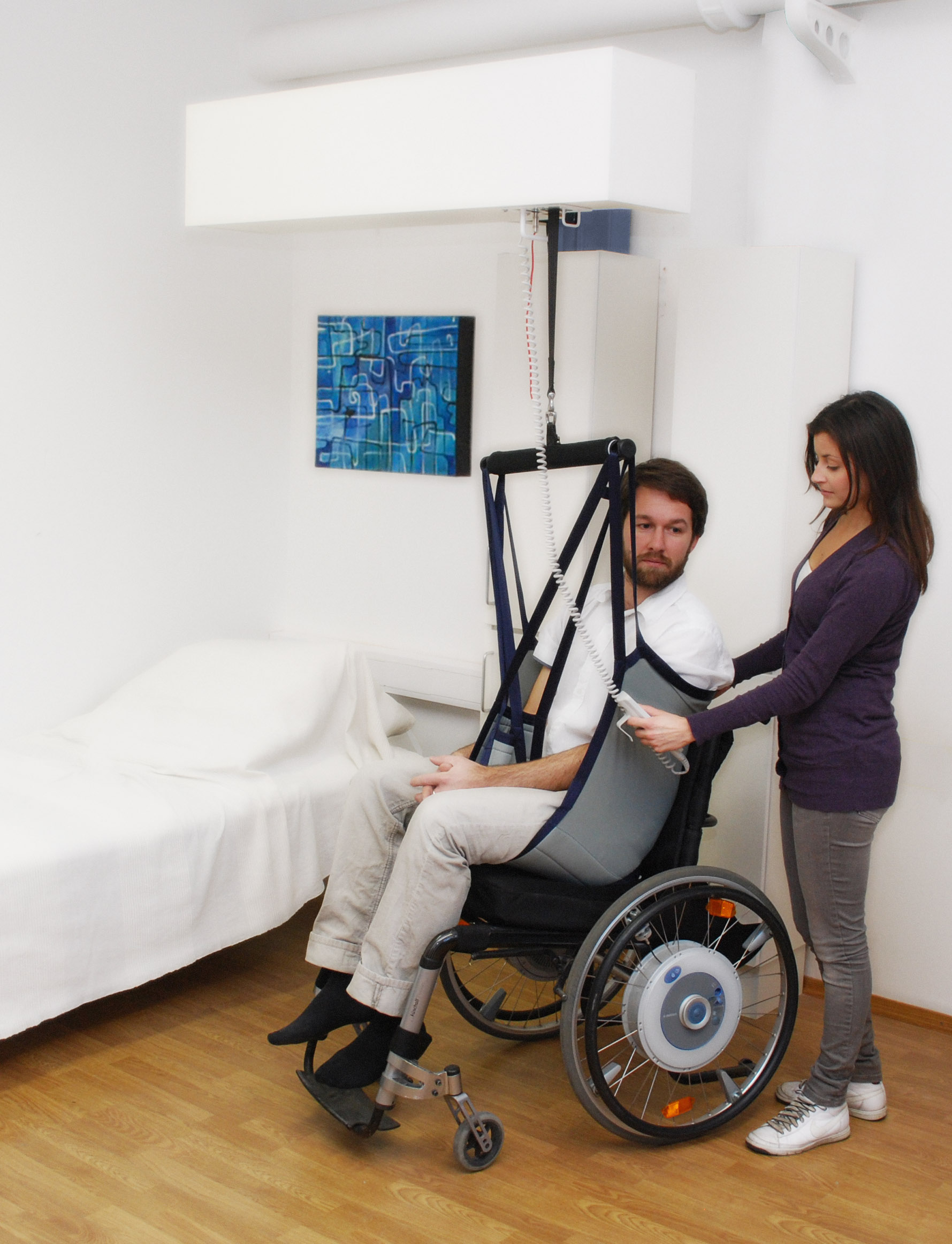
Équipement pour l'hospitalisation à domicile

Pour les articles homonymes, voir HAD.
L'hospitalisation à domicile, nommée également par le sigle HAD, est une alternative à l'hospitalisation classique intra-muros. Assurée par des organismes ayant le statut d'établissement de santé, ils coordonnent au domicile du patient la réalisation de soins médicaux et paramédicaux lourds, ou nécessitant l'utilisation de matériels ou thérapeutiques ordinairement réservés à l'usage hospitalier.
Imaginée initialement pour désengorger les hôpitaux, l’HAD se révèle très indiquée pour la prise en charge de maladies chroniques et des patients âgés. l’HAD présente des avantages qui lui sont propres par rapport l’hospitalisation conventionnelle. Elle reste pour autant relativement marginale malgré les évolutions en cours, et reste à développer.

## Historique

### Dates clés et initiatives
Il est possible de faire remonter les débuts de l'HAD à l'expérience américaine de E.M. Bluestone, confronté à une surpopulation de patients,  au début de l'année 1947 à l’hôpital Montefiore de New York sous le nom de Home care. Il est à noter aussi qu'en Belgique, un arrêté royal du 27 décembre 1950 entraîne la reconnaissance législative et le financement des services de soins à domicile
En 1951, Fred Siguier, à partir de l'hôpital Tenon, propose un dispositif similaire pour la première fois en France,. Il est suivi en cela par l'Assistance publique - Hôpitaux de Paris (AP-HP) qui, en 1957, crée la première structure d'HAD avec les hôpitaux Tenon et Saint-Louis. « Dès le départ, la conception française de l’HAD introduit une innovation par rapport au système américain en choisissant de s’appuyer sur la médecine libérale pour assurer la continuité des traitements des patients. »
En 1958, se crée à Puteaux, Santé Service, expérience de HAD à partir de l'Institut Gustave-Roussy à l’initiative de son directeur, Pierre Denoix. Santé Service deviendra une association loi de 1901 en 1970. La première convention relative à l’hospitalisation à domicile est signée en 1960 entre d’une part Santé Service et l’HAD de l’AP-HP et d’autre part la Caisse Primaire d’Assurance Maladie.
L’HAD est légalisée par l’article 4 de la loi no 70-1318 du 31 décembre 1970 portant réforme hospitalière: « Les services des centres hospitaliers peuvent se prolonger à domicile, sous réserve du consentement du malade ou de sa famille, pour continuer le traitement avec le concours du médecin traitant. ». C'est la reconnaissance officielle de l'HAD en France.
En 1973 se crée la fédération nationale des établissements d'hospitalisation à domicile (FNEHAD) qui a pour mission de promouvoir le développement de cette alternative à l'hospitalisation conventionnelle sur le territoire national.
En 1974, la circulaire de la caisse nationale de l’assurance maladie des travailleurs salariés du 19 octobre « exclut de l’HAD les malades contagieux, les malades porteurs de maladies chroniques et psychiatriques relevant de la sectorisation ainsi que les hémodialysés et les insuffisants respiratoires graves, pour lesquels un appareillage à domicile est prescrit. »
La loi no 91-748 du 31 juillet 1991 reconnaît l'HAD (hospitalisation sans hébergement) comme une alternative à part entière à l'hospitalisation traditionnelle (hospitalisation avec hébergement). La loi est complétée par deux décrets :
- décret no 92-1101 du 2 octobre 1992 relatif aux structures de soins alternatives à l'hospitalisation ;
- décret no 92-1102 du 2 octobre 1992 relatif aux conditions techniques de fonctionnement des structures de soins.

La circulaire no DH/EO2/2000/295 du 30 mai 2000 relative à l’hospitalisation à domicile vise à mieux définir le rôle de l'HAD par rapport aux autres services de soins à domicile et précise les conditions d'une amélioration de la qualité de la prise en charge des patients et le complément à la circulaire DH/EO 2/2000/295 du 30 mai 2000 précise techniquement les modes de prise en charge et les critères de classement dans les types de soins.
L’ordonnance du 30 septembre 2003 portant simplification de l'organisation et du système de fonctionnement du système de santé établit que la carte sanitaire n'est plus opposable aux structures d'hospitalisation à domicile et par conséquent fait disparaître le taux de change qui imposait la disparition de 2 lits d'hospitalisation avant toute création d'un lit d'HAD.
La circulaire no DHOS/O/2004-44 du 4 février 2004 relative à l'hospitalisation à domicile rappelle les principes généraux de la prise en charge en HAD, sur lesquels tout projet de structure d'HAD doit s'appuyer et développe les cahiers des charges de la prise en charge en hospitalisation à domicile :
- en périnatalité ;
- en pédiatrie ;
- en psychiatrie.

La démarche retenue dans ces cahiers des charges est fondée sur la notion de « charge en soins ».
La circulaire no DHOS/O3/2006/506 du 1er décembre 2006« vise à mieux définir le rôle spécifique de l’hospitalisation à domicile et sa place dans le dispositif sanitaire, notamment en comparaison des autres services de santé à domicile, à clarifier son mode d’organisation et ses missions ainsi qu’à préciser son apport en matière d’amélioration de la qualité de prise en charge des patients. »
La circulaire no DHOS/03/DGAS/2C/2007/365 du 5 octobre 2007 précise les modalités d'intervention des structures d'hospitalisation à domicile dans les établissements d'hébergement pour personnes âgées.
En 2019, les capacités d'accueil de l'hospitalisation à domicile atteignent 5,5% du total des hospitalisations : 19 100 patients peuvent être prises en charge simultanément en hospitalisation à domicile en France.
Depuis 2018, existe la Journée nationale de la santé à domicile chaque 28 novembre.

### Emergence croissante d’un accompagnement de la fin de vie à domicile.
- La part des décès survenant au domicile a diminué de manière importante depuis la fin des années 1970, passant de 53,2 % en 1975 à 25,9 % en 1995, pour finalement atteindre 24,4 % en 2014. Cette tendance est particulièrement marquée pour les personnes décédées des suites d’un cancer, de maladies respiratoires ou de maladies de l’appareil digestif[18]. Une étude a montré que les personnes âgées décédées en 2010 avaient en moyenne une probabilité 19 % plus faible de mourir à domicile que celles décédées en 1990[19]. Si cette réalité démographique n’est pas propre à la France, elle y apparaît toutefois particulièrement marquée en comparaison des autres pays européens[20],[21]. En tout, sur les 143 819 personnes décédées à domicile en France en 2008, l’Observatoire national de la fin de vie estimait que 73 430 (51 %) auraient nécessité un accompagnement spécifique de la fin de vie[18].

## Maladies concernées
L'orientation en HAD, ne se fait pas a priori considérant la maladie du patient, mais plutôt au regard du type de thérapeutique, de la densité en soins et du profil de prise en charge à mettre en œuvre. L'HAD semble réunir des avantages spécifiques pour la prise en charge des patients complexes, multipathologiques, et de patients âgés. Des approches spécifiques existent aussi dans des domaines tels que la pédiatrie, la psychiatrie et la périnatalité.

### Prise en charge du Cancer
Le développement de l'hospitalisation à domicile (HAD) est aujourd'hui une réelle demande des patients et de leur entourage. C'est le médecin de l'hôpital qui prescrit ce type d'hospitalisation. Les soins à domicile peuvent être effectués soit directement par une infirmière libérale, soit dans le cadre d'un dispositif coordonné de soins ou d'hospitalisation à domicile. La prise en charge d'un cancer à domicile peut nécessiter de mettre en place des techniques de soins spécifiques. Ce peut être une chimiothérapie, des perfusions ou des injections pratiquées à l'aide de cathéters, des traitements contre la douleur, des soins continus, etc.
La voie intraveineuse est un traitement majoritairement prescrit en première intention. Elle suit donc la consultation d’annonce de la maladie encadrée par le Plan Cancer. Le premier jour de chaque cycle de chimiothérapie est géré par un(e) infirmier(e) en centre de soins. Les jours suivants, le patient reste au domicile et ce sont les professionnels de santé qui se déplacent pour l’administration de la chimiothérapie, la surveillance, la gestion des effets secondaires et les soins de support ; le tout étant pris en charge par l’hospitalisation à domicile.

#### Qualité de vie
Certains auteurs se sont intéressés à la mesure de la qualité de vie des patients traités par anticancéreux dans différents lieux de soins et ils montrent que les patients traités à domicile témoignent d’une qualité de vie supérieure à celle des patients traités à l’hôpital. Cependant, certains déclarent s’y sentir moins sécurisés, plus vulnérables que lorsqu’ils sont hospitalisés.
La qualité de vie des patients semble équivalente quelle que soit la voie d’administration des anticancéreux. Elle se trouve plutôt dégradée par des variables liées au traitement telles que la présence d’une stomie, un nombre élevé de cycles de chimiothérapie ou encore des effets secondaires comme la fatigue, les troubles émotionnels ainsi que les nausées et les vomissements et la toxicité cutanée .

### Situations pathologiques en ante et post-partum
En périnatalité, l’HAD peut constituer une des modalités de prise en charge, à replacer dans le contexte de l’offre de soins locale. Elle s’inscrit dans le cadre d’une prise en charge coordonnée par les différents professionnels de santé impliqués. En réponse à une demande de la Fédération nationale des établissements d'hospitalisation à domicile (FNEHAD) et de la Direction générale de l'Offre de soins (DGOS), la Haute Autorité de santé a publié en avril 2011 des recommandations de bonne pratique pour les situations pathologiques pouvant relever de l'hospitalisation à domicile au cours de l'ante et du post-partum afin d'optimiser la prise en charge de la femme et de son enfant dans le cadre d’une HAD.
Selon ces recommandations, dans le cadre de la surveillance d’une grossesse à risque ou du suivi d’une femme et de son enfant au cours d’un post-partum pathologique, les conditions d’acceptation en HAD pour la patiente sont (accord d’experts) :
- résider dans le périmètre géographique sur lequel la structure d’HAD est autorisée ;
- le domicile doit présenter être techniquement compatible avec une intervention HAD : électricité, téléphone ;
- possibilité d’organiser un transfert en urgence le cas échéant ;
- la patiente ne doit pas être isolée ;
- la patiente et/ou l’entourage présentent une bonne compréhension et adhèrent au protocole de soins ;
- l’admission en HAD est soumise à contractualisation (signatures de la patiente et du représentant de la structure d’HAD).

## Critères d'admission
Toutes les demandes d'hospitalisation à domicile doivent émaner d'un médecin (hospitalier ou non) et être formalisées sous la forme d'une prescription, datée et signée. Par ailleurs si le médecin demandeur n'est pas le médecin traitant, l'accord de ce dernier est indispensable, ainsi que le consentement du patient.
Cependant, bien que l'accord du médecin soit un préalable indispensable à la mise en œuvre du processus d'admission, les établissements d'hospitalisation à domicile doivent s'assurer que la prise en charge requise pour un patient donné entre bien dans les critères (ou motifs) d'admissions fixés par la sécurité sociale :
- assistance respiratoire ;
- nutrition parentérale ou entérale ;
- traitement intraveineux (concerne tous les protocoles hospitaliers, y compris les médicaments réservés à l'usage hospitalier, nécessitant plusieurs passages d'infirmière par jour ;
- soins palliatifs ;
- chimiothérapie ;
- surveillance post-chimiothérapie ;
- surveillance post-radiothérapie ;
- surveillance d'aplasie ;
- surveillance post-traitement chirurgical ;
- rééducation orthopédique ou neurologique ;
- prise en charge de la douleur, en cas de traitement par voie intraveineuse ;
- pansements lourds et complexes ;
- soin infirmier lourd...

Ainsi généralement les patients pour lesquels une HAD a été demandée font l'objet d'une évaluation par la structure d'hospitalisation à domicile afin de définir le type de prise en charge qu'ils requièrent (les ressources humaines et le matériel nécessaires ainsi que les besoins psychosociaux) d'une part et le motif d'admission qui leur est applicable d'autre part.

## Les prestations
D'une manière générale, le rôle d'une HAD est d'assurer la coordination entre les acteurs, médicaux, paramédicaux et les différents prestataires impliqués. Ainsi la structure d'hospitalisation à domicile devient l'interlocuteur unique du patient, assurant la gestion des matériels, des médicaments et la rémunération des intervenants. De plus certaines HAD disposent d'un service social, d'un psychologue, permettant une prise en charge globale du patient.

## Le financement
Les services d'HAD sont financés sur le mode de la tarification à l'activité (T2A) ; ainsi ils servent d'intermédiaires entre la sécurité sociale et l'ensemble des intervenants qu'ils rémunèrent : médecins, infirmiers, kinésithérapeutes, pharmacies, dispositifs médicaux...
Ainsi ne reste à la charge du patient que le paiement du ticket modérateur généralement remboursé par les mutuelles.